# NGC 5589
NGC 5589 = NGC 5588 ist eine 13,3 mag helle Balken-Spiralgalaxie vom Hubble-Typ SBa im Sternbild Bärenhüter und etwa 156 Millionen Lichtjahre von der Milchstraße entfernt und hat einen Durchmesser von etwa 70.000 Lichtjahren.
Im selben Himmelsareal befindet sich u. a. die Galaxien NGC 5579, NGC 5590, PGC 51285, PGC 2060613.
Das Objekt wurde zusammen mit NGC 5590 bei einer Beobachtung am 1. Mai 1785 von Wilhelm Herschel mit einem 18,7-Zoll-Spiegelteleskop entdeckt, der sie dabei mit „Two. Both vF, S, distance 6′ or 7′“ beschrieb (NGC 5589). John Herschel beobachtete sie zweimal; am 24. April 1827 bestätigte er die Entdeckung seines Vaters, seine frühere Observation vom 9. Mai 1826 führte mit leicht abweichenden Positionsdaten zum zweiten Katalogeintrag unter NGC 5588.